# Le Canal Saint-Martin
Le Canal Saint-Martin est un tableau d'Alfred Sisley, qui fait partie des collections du musée d'Orsay. Il se trouvait auparavant au 2e étage dans la section 30 (Caillebotte-Degas-Morisot-Whistler) ; il est depuis 2011 au 5e étage, dans la salle 30. La peinture a été acquise en 1907 par donation d'Étienne Moreau-Nélaton. Sisley aurait choisi le canal comme sujet d'une série de 4 toiles car il s'agit d'une infrastructure industrielle et qu'il en était proximité.